# Christophe-Philippe Oberkampf

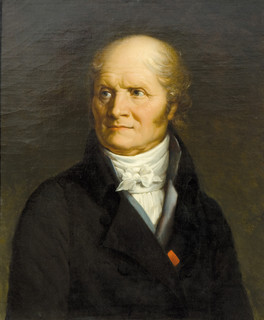
Christophe-Philippe Oberkampf

Christophe-Philippe Oberkampf (Wiesenbach, 11 de junio de 1738–Jouy-en-Josas, 6 de octubre de 1815) fue un industrial francés de origen alemán. Se hizo famoso por fundar la manufactura real de algodones teñidos de Jouy-en-Josas, donde se confeccionaron los Toile de Jouy.

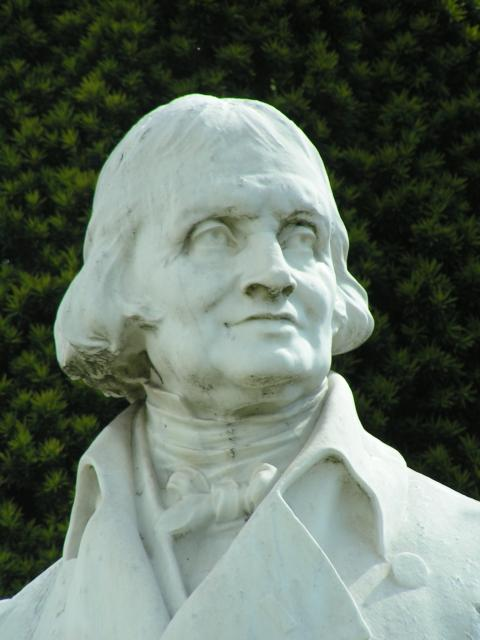
Busto de Oberkampf en el jardín del Ayuntamiento de Jouy-in-Josas

Oberkampf nació en Wiesenbach, Alemania, en una familia de teñidores. Se trasladó para formarse y vivir inicialmente en Mulhouse como calcografista, y más tarde en octubre de 1758 marchó a París como colorista.

## Trayectoria

### SigloXVIII

#### De 1759 a finales de los años 1770
En 1759, Oberkampf propuso una alianza con los suizos para crear en Jouy-in-Josas una fábrica para la producción de telas de algodón estampadas mediante tablas de madera en las que se grabadan los diseños. Las primeras telas se imprimieron con éxito en mayo de 1760. En 1764, Oberkampf amplió su fábrica a una vasta superficie de 18 000m². El número de empleados creció rápidamente y alcanzó los 900 obreros en 1774.
En 1770, Oberkampf, quien ya llevaba diez años viviendo en Francia, se nacionalizó francés junto con su hermano. En esa época, una importante evolución técnica permitió a su empresa aumentar considerablemente su producción: las tablas de madera se sustituyeron por planchas de cobre, también grabadas, pero flexibles y fijadas en tambores cilíndricos. La empresa entró en la era de la mecanización.
Hasta 1789 fue socio de Alexandre Sarrasin de Maraise, cuya esposa, Marie-Catherine de Maraise, se ocupó de sus intereses y estableció una eficiente asociación con Christophe-Philippe Oberkampf.

#### De 1780 a finales de los años 1790
En 1783 la fábrica recibió del rey Luis XVI de Francia el título de "fabricante real" y, en 1787, Oberkampf recibió del rey el título de escudero, así como el derecho a usar armas y su divisa "Recté et vigilante" (rectitud y vigilancia).
En 1785, Oberkampf inventó la primera máquina para imprimir papel pintado, y poco después, Louis-Nicolas Robert diseñó un proceso para fabricar rollos continuos de papel pintado.
El 7 de febrero de 1790, las reformas de la Revolución Francesa lo llevaron a ser nombrado alcalde de Jouy-en-Josas. En 1794 nació su hija Émilie. Influenciada por las escuelas infantiles británicas, se convertiría en pionera en la creación de escuelas para la primera infancia.
La fábrica continuó prosperando durante la Revolución y se convirtió en la segunda empresa del reino, después de la fábrica de espejos de Saint-Gobain. En 1799 las ventas disminuyeron y la plantilla, que había llegado a contar con 2.000 trabajadores, se redujo.

### SigloXIX
En 1806, Oberkampf ganó una medalla de oro en la feria industrial del Louvre por su destacado papel en la fabricación de telas estampadas. El 20 de junio de 1806, tras visitar los talleres, Napoleón le concedió la Legión de Honor.
La demanda disminuyó y la competencia se agudizó. En 1815, la plantilla se redujo a 435 personas y la fábrica cerró durante la invasión de los ejércitos unidos contra el Emperador.

## Fallecimiento
Cuando Oberkampf falleció en 1815 en Jouy-en-Josas (hoy en Yvelines), su hijo Emile le sucedió en la dirección de la compañía. En 1822, Jacques-Juste Barbet de Jouy la adquirió y finalmente quebró en 1843. Oberkampf fue enterrado en el jardín de su casa, que hoy alberga la Academia de Música de Jouy-in-Josas.
La Rue Oberkampf en el XI distrito de París XI fue nombrada en su honor, así como una estación del metro que presta servicio en la zona.